# Mercedes Cup 2007 - Qualificazioni singolare
Le qualificazioni del singolare  del Mercedes Cup 2007 sono state un torneo di tennis preliminare per accedere alla fase finale della manifestazione. I vincitori dell'ultimo turno sono entrati di diritto nel tabellone principale. In caso di ritiro di uno o più giocatori aventi diritto a questi sono subentrati i lucky loser, ossia i giocatori che hanno perso nell'ultimo turno ma che avevano una classifica più alta rispetto agli altri partecipanti che avevano comunque perso nel turno finale.
Le qualificazioni del torneo Mercedes Cup  2007 prevedevano 16 partecipanti di cui 4 sono entrati nel tabellone principale.

## Teste di serie
1. Assente
2. Marin Čilić (Qualificato)
3. Jiří Vaněk (Qualificato)
4. Tomáš Zíb (primo turno)

1. Boris Pašanski (Qualificato)
2. Bartolome Salva-Vidal (primo turno)
3. Fabio Fognini (ultimo turno)
4. Jurij Ščukin (ultimo turno)

## Qualificati
1. Lukáš Lacko
2. Marin Čilić

1. Jiří Vaněk
2. Boris Pašanski

## Tabellone

### Legenda
| - Q = Qualificato - WC = Wild card - LL = Lucky loser | - ALT = Alternate - SE = Special Exempt - PR = Protected Ranking | - w/o = Walkover - r = Ritirato - d = Squalificato |

### Sezione 1
|  | Primo turno   | Primo turno    | Primo turno    | Primo turno | Primo turno |  |  | Ultimo turno | Ultimo turno | Ultimo turno | Ultimo turno | Ultimo turno |  |
|  |               |                |                |             |             |  |  |              |              |              |              |              |  |
|  | Lukáš Lacko   | Lukáš Lacko    | 1              | 7           | 6           |  |  |              |              |              |              |              |  |
|  | Daniel Brands | Daniel Brands  | 6              | 63          | 3           |  |  |              | Lukáš Lacko  | 0            | 6            | 6            |  |
|  | 8             | Jurij Ščukin   | Jurij Ščukin   | 6           | 6           |  |  | 8            | Jurij Ščukin | 6            | 2            | 3            |  |
|  |               | Tobias Clemens | Tobias Clemens | 3           | 2           |  |  |              |              |              |              |              |  |

### Sezione 2
|  | Primo turno | Primo turno           | Primo turno           | Primo turno | Primo turno |  |  | Ultimo turno | Ultimo turno          | Ultimo turno          | Ultimo turno | Ultimo turno |  |
|  |             |                       |                       |             |             |  |  |              |                       |                       |              |              |  |
|  | 2           | Marin Čilić           | Marin Čilić           | 6           | 6           |  |  |              |                       |                       |              |              |  |
|  |             | Hugo Armando          | Hugo Armando          | 0           | 3           |  |  | 2            | Marin Čilić           | Marin Čilić           | 6            | 4            |  |
|  |             | Bartolome Salva-Vidal | Bartolome Salva-Vidal | 6           | 6           |  |  |              | Bartolome Salva-Vidal | Bartolome Salva-Vidal | 3            | 2r           |  |
|  | 6           | Bohdan Ulihrach       | Bohdan Ulihrach       | 3           | 0           |  |  |              |                       |                       |              |              |  |

### Sezione 3
|  | Primo turno | Primo turno        | Primo turno        | Primo turno | Primo turno |  |  | Ultimo turno | Ultimo turno  | Ultimo turno  | Ultimo turno | Ultimo turno |  |
|  |             |                    |                    |             |             |  |  |              |               |               |              |              |  |
|  | 3           | Jiří Vaněk         | Jiří Vaněk         | 6           | 6           |  |  |              |               |               |              |              |  |
|  |             | Matthias Bachinger | Matthias Bachinger | 4           | 2           |  |  | 3            | Jiří Vaněk    | Jiří Vaněk    | 6            | 6            |  |
|  | 7           | Fabio Fognini      | 7                  | 3           | 6           |  |  | 7            | Fabio Fognini | Fabio Fognini | 3            | 4            |  |
|  |             | Andreas Beck       | 65                 | 6           | 4           |  |  |              |               |               |              |              |  |

### Sezione 4
|  | Primo turno | Primo turno    | Primo turno    | Primo turno | Primo turno |  |  | Ultimo turno | Ultimo turno   | Ultimo turno   | Ultimo turno | Ultimo turno |  |
|  |             |                |                |             |             |  |  |              |                |                |              |              |  |
|  |             | Martin Fischer | Martin Fischer | 7           | 6           |  |  |              |                |                |              |              |  |
|  | 4           | Tomáš Zíb      | Tomáš Zíb      | 62          | 4           |  |  |              | Martin Fischer | Martin Fischer | 3            | 1            |  |
|  | 5           | Boris Pašanski | Boris Pašanski | 6           | 6           |  |  | 5            | Boris Pašanski | Boris Pašanski | 6            | 6            |  |
|  |             | Ivo Klec       | Ivo Klec       | 4           | 2           |  |  |              |                |                |              |              |  |